# Leptocometes pallidus
Leptocometes pallidus es una especie de escarabajo longicornio del género Leptocometes, tribu Acanthocinini, subfamilia Lamiinae. Fue descrita científicamente por Melzer en 1935.
El período de vuelo de la especie se presenta durante el mes de diciembre.

## Descripción
Mide 8,5-9 milímetros de longitud.

## Distribución
Se distribuye por Brasil.